# Cyrtochilum geniculatum
Cyrtochilum geniculatum es una especie de orquídea.  Las especies de Cyrtochilum han sido segregadas del género Oncidium debido a sus largos rizomas con espaciados pseudobulbo con 3 o 4 pares de largas hoja alrededor de la base, con una inflorescencia con muchas flores de gran tamaño.

## Descripción
Son orquídeas de mediano tamaño con hábitos de epifita,  con pseudobulbos  ovoides lisos, ligeramente comprimidos lateralmente y envuelto basalmente por varias vaainas, imbricadas, y que lleva  3 hojas apicales, lanceoladas, coriáceas, agudas, conduplicadas en la base subpeciolada. Florece en el verano en una inflorescencia axilar, erecta, paniculada, de 150 cm  de largo, con  muchas flores que surgen en un pseudobulbo maduro a través de la axila de una vaina.

## Distribución
Se encuentra en Ecuador en elevaciones de 1500 a 2000 metros.  

## Taxonomía
Cyrtochilum geniculatum fue descrito por Königer y publicado en Die Orchidee 42(3): 135, f. 1991.
Etimología
Cyrtochilum: nombre genérico que deriva del griego y que se refiere al labelo curvado que es tan rígido que es casi imposible de enderezar.
geniculatum: epíteto latíno que significa "angular".
Sinonimia
- Oncidium geniculatum Dodson 1998;[3][4]